# ヤング・ブラザーズ・ハワイ

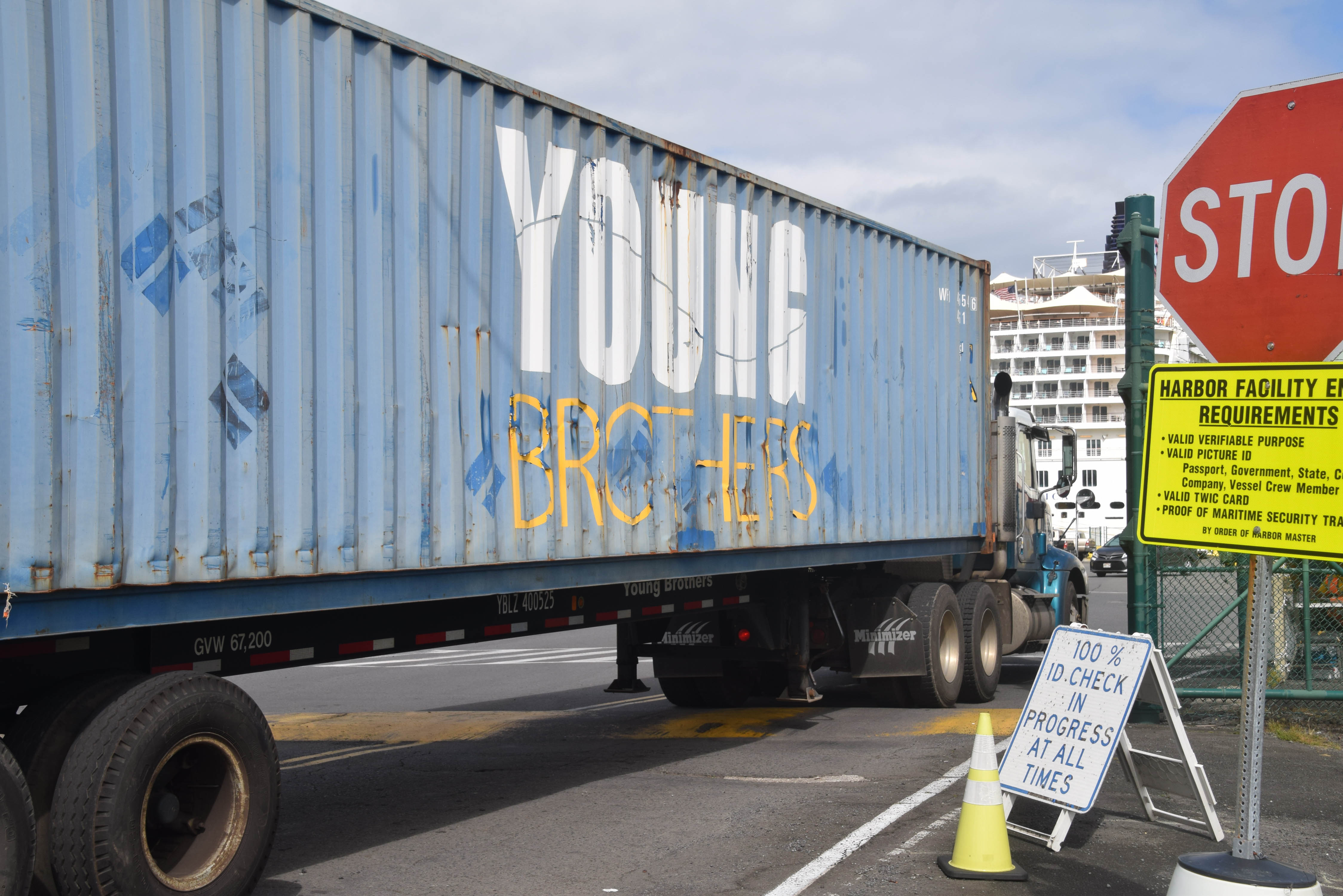
ヤング・ブラザーズのコンテナ積載トラックがヒロ港へ入る。

ヤング・ブラザーズ（英語: Young Brothers, Ltd.）は、アメリカ合衆国ハワイ州内の運送に従事する会社。1913年に設立され、現在はサルチュック・リソーセズ社（Saltchuk Resources）配下のフォス海運会社社（Foss Maritime）の子会社になっている。
ハワイ諸島内での引っ越しにはおなじみの輸送会社である。ハワイ中心の海運会社は他に、マトソン社、パシャ・ハワイがある。

## 歴史
1900年、ハーバートとウィリアム・ヤング（Herb & William Young）兄弟がサンフランシスコからハワイへやってきて、もともと海運関係の家庭で育ったので、その一年以内にホノルル港で人や物を運ぶビジネスを始めた。間もなく三番目の兄弟ジャック（Jack）も加わった。
1913年、彼らのビジネスはヤング・ブラザーズ社（Young Brothers, Ltd.）として組織されて、船の牽引、海洋救助、海上輸送を行った。そのころ、モロカイ島のパイナップルを缶詰め工場があるホノルルへ運ぶ業務に携わり、ハワイ諸島間のビジネスを展開している。
1961年、港内の荷役作業を船舶輸送業と切り離すために、ハワイアン・タグ＆バージ社（Hawaiian Tug & Barge）を子会社として設立。
1999年、ヤング・ブラザーズはシアトルのサルチュック・リソーセズ（Saltchuk Resources）に売却され、2013年以降はその子会社のフォス海運会社（Foss Maritime）に属している。
2019年まではハワイ諸島内の海運はヤング・ブラザーズの独占であったが、その年からパシャ・ハワイ社（Pasha Hawaii Transport Lines LLC）が加わる予定。